# Kleve (Kreis Steinburg)
Kleve település Németországban, Schleswig-Holstein tartományban. Lakosainak száma 540 fő (2023. december 31.).

## Népesség
A település népességének változása:
| Lakosok száma | 387  | 579  | 555  | 560  | 550  | 537  | 540  |
|               | 1975 | 2013 | 2017 | 2019 | 2021 | 2022 | 2023 |